# Пешва
Пешва (енгл. Peshwa), индијска титула која означава првог министра или вицекраља Царства Марата.

## Историја

### Маратска држава
Хиндуистичку маратску државу створио је Шиваџи (владао 1646-1680), који је из упоришта Марата у Западним Гатима проширио своје поседе на север и исток ратујући са Могулским царством и његовим вазалима. Године 1674. Шиваџи се крунисао за краља. После Аурангзебове смрти (1707), Могулско царство се распада, што користе владари Марата да заузму њихове поседе, али стварна власт у држави прелази са слабих Шиваџијевих наследника на њихове намеснике, пешве, од којих је најмоћнији био Баџирао I (1720-1740). До средине 18. века Марати су проширили своју власт на читаву северну и централну Индију, од Арабијског мора до Бенгалског залива, иако их је пораз од Авгана код Панипата (1757) у северној Индији привремено зауставио. Године 1788. Марати су освојили Делхи и ставили Великог Могула под своју заштиту, достигавши врхунац моћи у Индији.

### Организација
Упркос великом пространству и војним успесима, Маратско царство није било јединствена држава, већ лабав савез неколико стотина хиндуистичких кнежевина под влашћу локалних раџа, који су теоретски признавали врховну власт пешве. Сам пешва је практично владао само језгром маратских земаља у области северозападног Декана (који одговара западном делу данашње државе Махараштра), са престоницом у Пуни.

### Маратски ратови
Сукоби Марата са Британском источноиндијском компанијом довели су до Маратских ратова (1775-1818). У Другом англо-маратском рату Марати губе Делхи (1803), а Трећи англо-маратски рат завршен је потпуним поразом (1818). Последњи пешва Баџирао II свргнут је од стране Британаца 1818. и његови поседи припојени су Бомбајском председништву Источноиндијске Компаније, док су преостале маратске кнежевине постале вазали Компаније. Његов усвојени син Нана Сахиб прогласио се за пешву током Индијског устанка 1857, али је поражен и протеран у Непал, где је убрзо умро.